# 瘻孔
瘻孔（ろうこう、英: fistula）とは、血管、腸、または他の管腔臓器間などで、体内と体外との間、2つの中空空間（厳密には2つの上皮化された表面）の間の異常な接続のこと。 瘻孔は通常怪我や手術によって引き起こされるが、感染や炎症によっても起こる。瘻孔は一般的には病状を指すが、治療上の理由から外科的に発生させることもある。
植物学では、形容詞形で最も一般的であり、中空または管状構造によって区別される種を指すための二項命名法で使用される。 例えば、ヤグルマハッカ（Monarda fistulosa）は管状の花を持っている。Eutrochium fistulosumは管状の茎を持っている。 ネギ（Allium fistulosum）は中空または管状の葉をもち、Acacia seyal ssp. fistulaは中空の棘を持つ亜種。

## 概要
原因としては炎症が多いが、ほかに先天性耳瘻孔のように先天性奇形によるもの、口蓋瘻のように外傷や医原性に発生するものもある。また、嚥下が不可能な患者に対する栄養剤の注入のための胃瘻や、消化管内腔の減圧等を行うために人工的に造設される、皮膚から直接消化管へ繋がる穴のことも指す。
日本では、特に児童出産に伴い発症する産科瘻孔（Fistula of vagina to large intestine、Vesicovaginal fistula）を、フィスチュラと呼ぶ。